# Colin Campbell (Regisseur, 1859)
Colin Campbell (* 11. Oktober 1859 in Schottland; † 26. August 1928 in Hollywood, Kalifornien) war ein schottischer Regisseur, Schauspieler und Drehbuchautor. Er leitete 177 Filme zwischen 1911 und 1924 und schrieb 60 Drehbücher zwischen 1911 und 1922.

## Filmografie (Auswahl)
- Brown of Harvard (1911)
- Alas! Poor Yorick! (1913)
- The Spoilers (1914)
- Shotgun Jones (1914)
- Tillie's Tomato Surprise (1915)
- Gloria's Romance (1916)
- The Crisis (1916)
- The Swamp (1921)